# Bitwa o zamek Utsunomiya
Bitwa o zamek Utsunomiya (jap. 宇都宮城の戦い Utsunomiya-jō no tatakai) – starcie zbrojne, które miało miejsce podczas wojny boshin w maju 1868 roku pomiędzy armią cesarską a wojskami siogunatu, kiedy te ostatnie uciekały na północ ku Nikkō i Aizu.

## Tło
Wczesną wiosną 1868 roku byli poplecznicy sioguna Yoshinobu Tokugawy dowodzeni przez Keisuke Ōtoriego i Toshizō Hijikatę opuścili Edo i zebrali się w Kōnodai. Wśród nich były niewielkie kontyngenty z Aizu pod Noborinosuke Akizukim oraz Kuwany pod Naofumi Tatsumim, jak również garstka shinsengumi. Wielu było samurajami, ale nie brakowało i przedstawicieli innych klas społecznych, zwłaszcza wśród podwładnych Ōtoriego. Ich celem była Utsunomiya, miasto zamkowe na drodze do Nikkō i Aizu, będących miejscami o znaczeniu strategicznym. Daimyō Utsunomiyi, Tadatomo Toda, był nieobecny, gdyż z polecenia sioguna udał się do Kioto, aby złożyć list z prośbą o przebaczenie i możliwość poddania się. Po dotarciu do Ōtsu Toda został aresztowany przez siły sojuszu Satsuma-Chōshū – przewożony przez niego list mógłby skomplikować plany sojuszu wymierzone przeciwko Tokugawie. Owo wydarzenie pozostawiło Utsunomiyę w rękach emerytowanego poprzednika Tadamoty, Tadayukiego Tody.

## Wydarzenia prowadzące do bitwy
W dniach poprzedzających atak siły byłego siogunatu przemieszczały się w szybkim tempie od zamku do zamku, zaś Hijikata zajął dwie domeny w prowincji Hitachi – Shimotsumę i Shimodate, odpowiednio 7 i 8 maja. Będąc małymi domenami nie mogły znacząco uzupełnić zapasów. Hijikata nie osiągnął zamierzonych celów. Niemal jednocześnie w Utsunomiyi wybuchła chłopska rewolta, dając siłom siogunatu okazję do ataku, z której skorzystali. Wojska Ōtoriego rozpoczęły szturm zamku 10 maja, mając przeciw sobie siły cesarskie złożone z oddziałów z domen: Matsumoto, Kurohane, Mibu, Iwamurata, Susaka, Hikone, Ogaki, Kasama oraz Utsunomiya. Zamek upadł tego samego dnia – Tadayuki Toda zbiegł do domeny Tatebayashi. Ōtori wkroczywszy do zamku rozkazał rozdać zapasy ryżu buntującym się od kilku dni chłopom.
Podjęto starania, aby umocnić pozycję wojsk Ōtoriego. Połączeni z ludźmi Hijikaty, wśród których znajdował się oddział byłego członka shinsengumi Shinpachiego Nagakury ruszyli na północ do Mibu, gdzie zamierzali się ukryć. Dotarłszy na miejsce spostrzegli, że wojska Satsumy zdążyły zająć zamek. Zszokowani przybyciem wroga, satsumici wycofali się za mury i przygotowali obronę – napastnicy zamierzali podpalić podgrodzie, ale na ich nieszczęście rozpętała się potężna burza, czyniąc przedsięwzięcie niemożliwym. Pomimo wysiłków oddział nie był w stanie zająć zamku i wycofał się do Utsunomiyi straciwszy 60 ludzi, w tym 8 oficerów.
Z południa armia cesarska, z oddziałami z Satsumy i Ōgaki na przedzie kroczyła na północny wschód drogą Mibu-kaidō; 14 maja udało jej się przeprowadzić kontratak, który na nowo ustanowił władzę cesarza nad zamkiem Utsunomiya.
Pokonane, siły Ōtoriego wycofały się na północ, przez Nikkō do Aizu.

## Konsekwencje
Choć samurajowie z Aizu wcześniej skłaniali się ku pokojowemu rozstrzygnięciu konfliktu, przybycie dużych ilości lojalistów siogunatu z Utsunomiyi zmusiło ich do podjęcia zbrojnego oporu:

[...] żołnierze siogunatu, którzy popierali walkę masowo opuszczali Edo na rzecz Aizu, co zmusiło ją do zmiany stanowiska na pro-wojenne. Ludzie tacy jak starszy doradca Tanomo Saigō i sędzia ziemski Zenzaemon Kawahara nadali popierali ideę poddania się, ale ich głosów nie słyszano – nad północno-wschodnią Japonią rozeszły się chmury wojny[...]

W późniejszych latach Ōtori napisał relację z bitwy, zatytułowaną "Nanka Kikō", która ukazała się w "Kyū Bakufu", współprowadzonym przez siebie magazynie poświęconym dokumentacji historii siogunatu.